# Roberto Costa
Roberto Costa (Bologna, 14 settembre 1955) è un bassista, arrangiatore e tecnico del suono italiano.

## Biografia
Nipote di Mario Cavallari, autore ed editore di grandi artisti italiani degli anni cinquanta e sessanta come Giorgio Consolini, Nilla Pizzi, Milva, Luciano Tajoli ed altri, inizia a suonare pianoforte e chitarra all'età di 10 anni.
A 18 anni inizia a suonare il basso per sostituire il bassista del gruppo Frogs, partito per il servizio militare; dal gruppo nasce poi il "Collettivo Autonomo Musicisti Bologna", che viene scoperto da Claudio Lolli: Costa partecipa così all'incisione di Ho visto anche degli zingari felici nel 1976, collaborando anche alla realizzazione degli arrangiamenti.
Il gruppo cambia la denominazione in Orchestra Njervudarov, incidendo alla fine del 1976 un album, Con le orecchie di Eros, che per alcune vicissitudini verrà pubblicato solo nel 1979; diventano inoltre la backing band di Lolli, accompagnandolo sia dal vivo che nelle registrazioni in studio (per gli album Disoccupate le strade dai sogni ed Extranei).
Pochi anni dopo comincia ad interessarsi anche al suono e a tutti i suoi aspetti tecnici, e impara ad usare i primi mixer e registratori.
Da allora accumula esperienze in entrambi gli interessi, grazie alle quali diventerà bassista turnista, tastierista, fonico professionista e arrangiatore per tanti artisti nazionali come Lucio Dalla (per cui scrive la musica di Se io fossi un angelo), Ivan Graziani, Ron, Luca Carboni, Mina, Gianni Morandi, Luciano Pavarotti, Stadio e altri, nonché autore e produttore di musiche per spettacoli teatrali e televisivi su circuito nazionale.

## Discografia

### Album
- Deluxe (1982)

#### Singoli
- Acquolina (per Mina, Caterpillar, 1991)
- Ancora un po' (per Mina, Sorelle Lumière, 1992)
- Quasi amore (Iskra Menarini) 2009

### Produttore
- La banda degli illusi / La fine del mondo (Deluxe, 1982)
- ...intanto Dustin Hoffman non sbaglia un film (Luca Carboni, 1984)
- Forever (Luca Carboni, 1985)
- Ron (Ron, 1985)
- Canzoni alla radio (Stadio, 1986)
- DallAmeriCaruso (Lucio Dalla, 1986)
- È l'Italia che va (Ron, 1986)
- Luca Carboni (Luca Carboni, 1987)
- Il mondo avrà una grande anima (Ron, 1988)
- Qué te puedo dar (Victor Manuel, 1988)
- Cuore d’acciaio (Luca Barbarossa, 1992)
- Maria Farantouri canta Lucio Dalla (Maria Farantouri, 1996)
- Luna Matana (Lucio Dalla, 2001)
- Lucio (Lucio Dalla, 2003)
- Smeraldi e Catrame (Marcello Romeo) 2020
- Lambretta 61( Marcello Romeo)2024
- La Fatina dei Fiori (Marcello Romeo) 2025

### Fonico

#### Album con altri artisti
- Loving Machinery (Central Unit, 1982)

- Calypso (Ron, 1983)
- Nove (Ivan Graziani, 1984)
- Chiedi chi erano i Beatles (Stadio, 1984)
- Viaggi organizzati (Lucio Dalla, 1984)
- ...intanto Dustin Hoffman non sbaglia un film (Luca Carboni, 1984)
- Bugie (Lucio Dalla, 1985)
- Ron (Ron, 1985)
- Melanchólia (Matia Bazar, 1985)
- Forever (Luca Carboni, 1985)
- È l'Italia che va (Ron, 1986)
- Canzoni alla radio (Stadio, 1986)
- Luca Carboni (Luca Carboni, 1987)
- Qué te puedo dar (Victor Manuel, 1988)
- Il mondo avrà una grande anima (Ron, 1988)
- Dalla/Morandi (Lucio Dalla e Gianni Morandi, 1988)
- Uiallalla (Mina, 1989)
- Rosa de amor y fuego (Ana Belen, 1989)
- Tiempo de cerezas (Victor Manuel, 1989)
- Ti conosco mascherina (Mina, 1990)
- El delicado olor de las violetas (Victor Manuel, 1990)
- Inviato speciale (Raffaella Carrà, 1990)
- Caterpillar (Mina, 1991)
- Como una novia (Ana Belen, 1991)
- Raffaella Carrà (Raffaella Carrà, 1991)
- Cuore d'acciaio (Luca Barbarossa, 1992)
- Sorelle Lumière (Mina, 1992)
- Veneno para el corazón (Ana Belen, 1993)
- A dónde irán los besos (Victor Manuel, 1993)
- Vivo (Luca Barbarossa, 1993)
- Canzoni (Lucio Dalla, 1996)
- Canto per te (Andrea Mingardi, 1998)
- Ciao (Lucio Dalla, 1999)
- Luna Matana (Lucio Dalla, 2001)
- El hijo del ferroviario (Victor Manuel, 2001)
- Lucio (Lucio Dalla, 2003)
- Il contrario di me (Lucio Dalla, 2007)
- Angoli nel cielo (Lucio Dalla, 2009)

### Bassista
- Ho visto anche degli zingari felici (Claudio Lolli, 1976)
- Con le orecchie di Eros (Orchestra Njervudarov, 1976)
- Disoccupate le strade dai sogni (Claudio Lolli, 1977)
- Extranei (Claudio Lolli, 1980)
- Viaggi organizzati (Lucio Dalla, 1984)
- ...intanto Dustin Hoffman non sbaglia un film (Luca Carboni, 1984)
- Bugie (Lucio Dalla, 1985)
- Ron (Ron, 1985)
- Forever (Luca Carboni, 1985)
- È l'Italia che va (Ron, 1986)
- Canzoni alla radio (Stadio, 1986)
- Luca Carboni (Luca Carboni, 1987)
- Dalla/Morandi (Lucio Dalla e Gianni Morandi, 1988)
- Qué te puedo dar (Victor Manuel, 1988)
- Il mondo avrà una grande anima (Ron, 1988)
- Rosa de amor y fuego (Ana Belen, 1989)
- Tiempo de cerezas (Victor Manuel, 1989)
- Inviato speciale (Raffaella Carrà, 1990)
- El delicado olor de las violetas (Victor Manuel, 1990)
- Como una novia (Ana Belen, 1991)
- Raffaella Carrà (Raffaella Carrà, 1991)
- Andrea Mingardi (Andrea Mingardi, 1992)
- Cuore d’acciaio (Luca Barbarossa, 1992)
- Veneno para el corazón (Ana Belen, 1993)
- A dónde irán los besos (Victor Manuel, 1993)
- Maria Farantouri canta Lucio Dalla (Maria Farantouri, 1996)
- Canzoni (Lucio Dalla, 1996)
- Canto per te (Andrea Mingardi, 1998)
- Ciao (Lucio Dalla, 1999)
- Luna Matana (Lucio Dalla, 2001)
- El hijo del ferroviario (Victor Manuel, 2001)
- Lucio (Lucio Dalla, 2003)
- Il contrario di me (Lucio Dalla, 2007)
- Angoli nel cielo (Lucio Dalla, 2009)
- Nanì e altri racconti (Pierdavide Carone, 2012)
- Lambretta 61 (Marcello Romeo & Friends) 2024
- La Fatina dei Fiori (Marcello Romeo & Friends) 2025

#### Cinema, teatro e tv
- I Picari (film di Mario Monicelli, 1987)
- Mamma Lucia (serie tv con Sophia Loren, 1988)
- Enzo Re (spettacolo teatrale di Roberto Roversi, 1998)
- Tosca - Amore disperato (insieme a Lucio Dalla e Beppe D'Onghia, 2003)
- Quijote (film di Mimmo Paladino, 2006)
- La bella e la bestia (programma tv)

#### Cinema e tv
- Yo-Rhad (film a cartoni animati di Victor e Carlo Rambaldi - insieme a Lucio Dalla) (2006)
- Sottocasa (fiction RaiUno - insieme a Lucio Dalla e Bruno Mariani) (2006)
- SMS - Sotto mentite spoglie (di Vincenzo Salemme - insieme a Lucio Dalla e Bruno Mariani) (2007)
- Gli amici del bar Margherita (di Pupi Avati - insieme a Lucio Dalla e Bruno Mariani) (2009)